# Lambda Ophiuchi
Lambda Ophiuchi (Marfik, Marfic, Marsic, 10 Ophiuchi) é uma estrela na direção da constelação de Ophiuchus. Possui uma ascensão reta de 16h 30m 54.84s e uma declinação de +01° 59′ 02.8″. Sua magnitude aparente é igual a 3.82. Considerando sua distância de 166 anos-luz em relação à Terra, sua magnitude absoluta é igual a 0.28. Pertence à classe espectral A2V.